# 가니에정
가니에정(일본어: 蟹江町)은 일본 아이치현 서부 아마군에 있는 정이다. 동쪽으로 나고야시와 접한다.
정의 전역이 해발 0m 지대이며 또 그중 1/4을 하천이 차지하고 있다. 아마-쓰시마 광역 행정권에 속한다.

## 인접한 자치체
- 나고야시(나카가와구, 미나토구)
- 쓰시마시
- 아이사이시
- 야토미시
- 아마군 싯포정, 도비시마촌

## 역사
- 1159년 - 다이라노 기요모리에 쫓긴 미나모토노 요시토모가 도중에 들렀다고 여겨지고 있어 토지의 사람들은 겐지섬(源氏島)이라 부르고 있다. 현재는 공원으로 정비되었고 일각에 비석이 지어지고 있다.
- 1889년 - 가니에정이 성립하였다.
- 1956년 - 에이와촌의 일부를 편입하였다.
- 2003년 10월 1일 - 야토미정, 주시야마촌과의 3정촌의 합병을 위해 법정 협의회가 설치되었다.
- 2004년 9월 21일 - 새로운 시명을 둘러싼 대립(야토미정이 새로운 시명에 야토미시를 주장) 때문에 합병 협의에서 이탈하였다.

## 인구
| 연도 | 인구   | ±%     |
| ---- | ------ | ------ |
| 1960 | 15,639 | —      |
| 1970 | 24,377 | +55.9% |
| 1980 | 30,966 | +27.0% |
| 1990 | 34,428 | +11.2% |
| 2000 | 36,240 | +5.3%  |
| 2010 | 36,639 | +1.1%  |

## 교통

### 철도
- 도카이 여객철도 간사이 본선
- 긴키 닛폰 철도 나고야선

### 도로
- 히가시메이한 자동차도
- 국도 1호선